# Слуз
Слузта е полимер, продукт на секрецията на клетки в многоклетъчните организми. Представлява хлъзгав воден секрет, произвеждан от и покриващ лигавиците. Обикновено се произвежда от жлезите в лигавиците, но може да се образува и от смесени жлези. Слузта е вискозен колоид, съдържащ неорганични соли, антимикробни ензими (например лизозими), антитела и гликопротеини. Слузта служи за защита на епителните клетки във вътрешността на дихателната, храносмилателната и пикочно-половата системи, както и в структурите на зрителната и слуховата системи от патогенни гъбички, бактерии и вируси. По-голямата част от слузта в тялото се произвежда в стомашно-чревния тракт.
Земноводните, рибите, охлювите и някои безгръбначни също произвеждат външна слуз от телата си като защита срещу патогени и за улесняване на движението си. Някои растения произвеждат подобна субстанция, наричана клей, която се отделя и от някои микроорганизми.